# Florianiplatz (Bad Reichenhall)
Der Florianiplatz ist ein Platz in der oberbayerischen Kurstadt Bad Reichenhall.

## Beschreibung

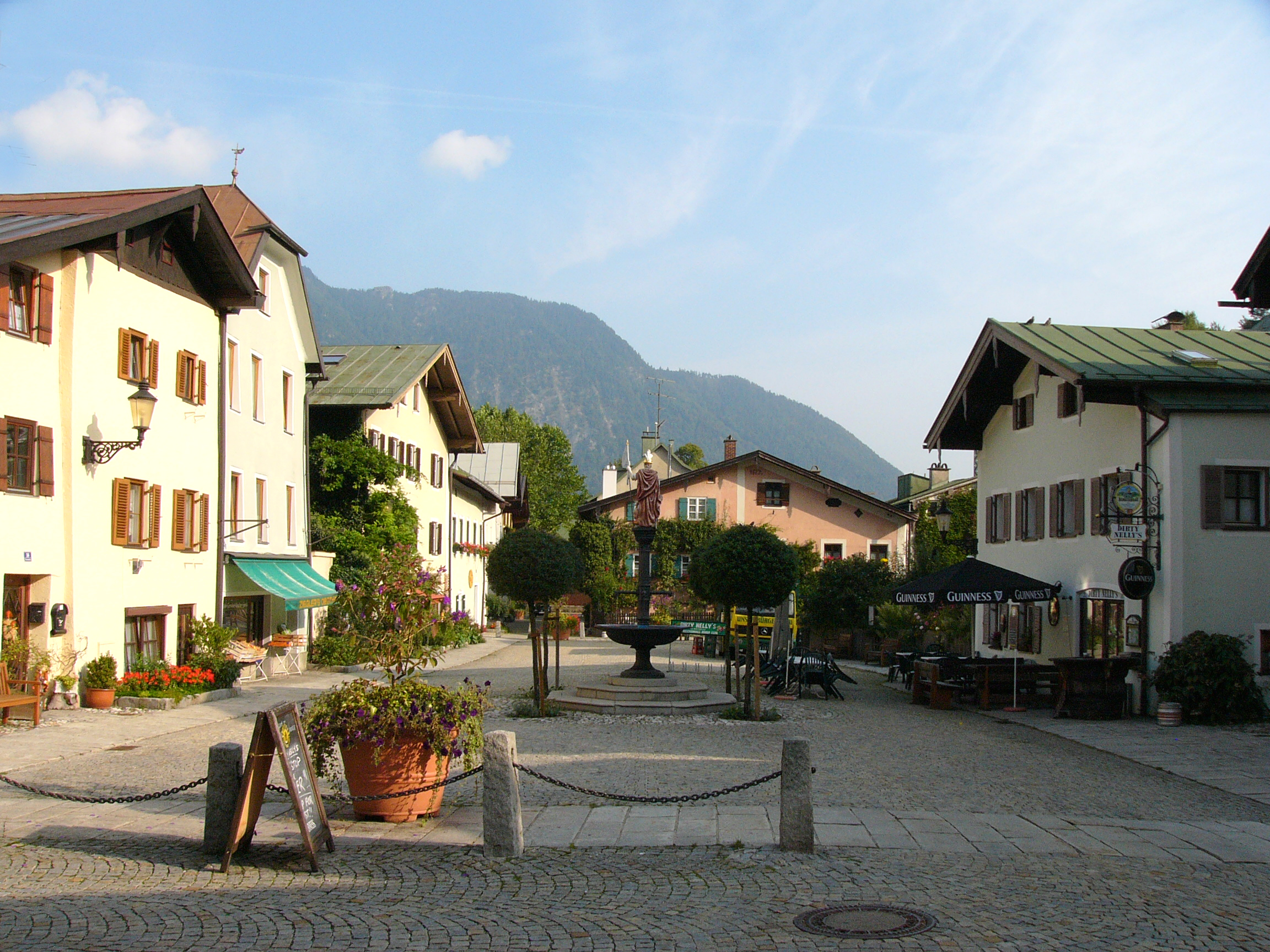
Florianiplatz, Blickrichtung Norden

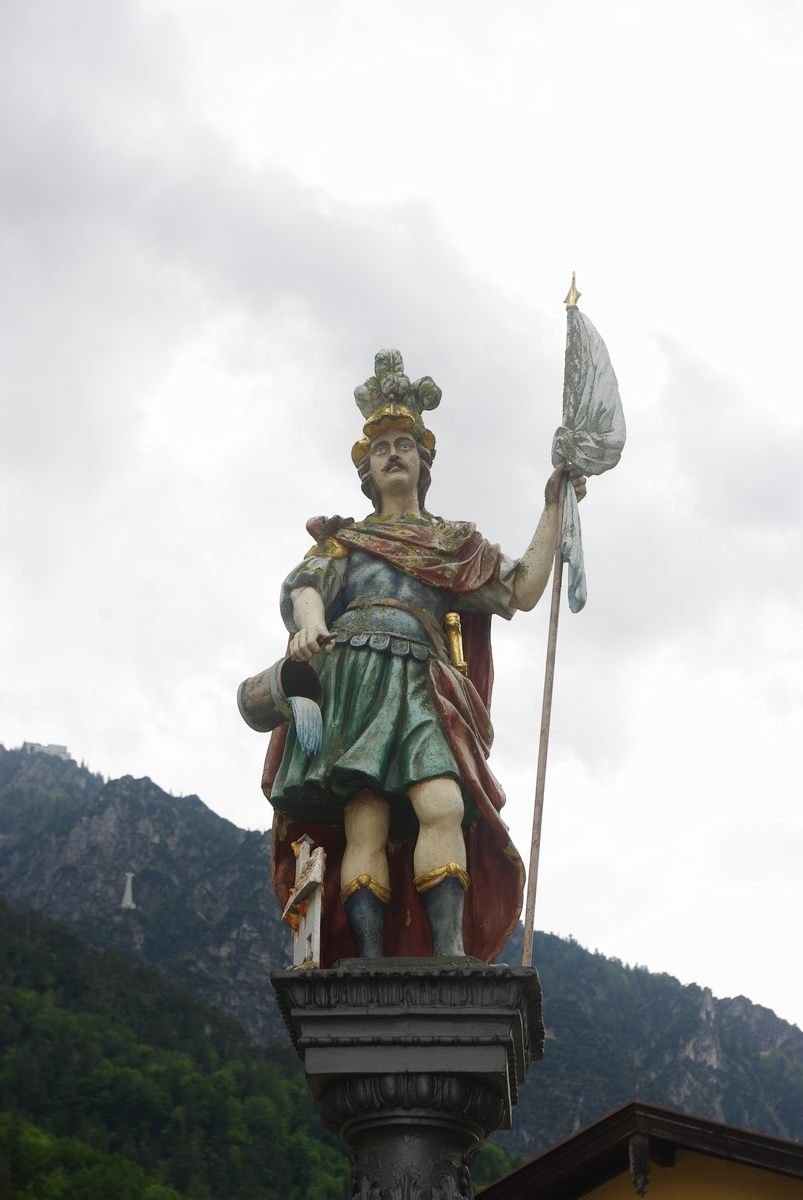
Figur des Heiligen Florian auf dem Florianibrunnen

Der Florianiplatz in Bad Reichenhall ist ein zentraler Platz und Herzstück des Ensembles Obere Stadt. Zusätzlich zum Schutz als Bauensemble stehen viele Häuser und der Florianibrunnen unter Denkmalschutz.
Der Name des Florianiplatzes geht nicht auf ein dem Heiligen Florian geweihtes Gotteshaus zurück wie bei der nahegelegenen Peter-und-Paul-Gasse. Der Florianiplatz wurde oft von Unglücken und insbesondere Stadtbränden – wie dem letzten großen Stadtbrand 1834 sowie dem Luftangriff am 25. April 1945 – verschont, weshalb der Heilige Florian als Schutzpatron gegen Feuer als Namensgeber als gesichert gilt. Deshalb finden sich am und um den Florianiplatz die ältesten Gebäude in der Innenstadt, im Kern gehen einige Gebäude in die Zeit des Mittelalters zurück, in Einzelfällen werden Teile der Gebäude sogar in die Zeit der Römer datiert.

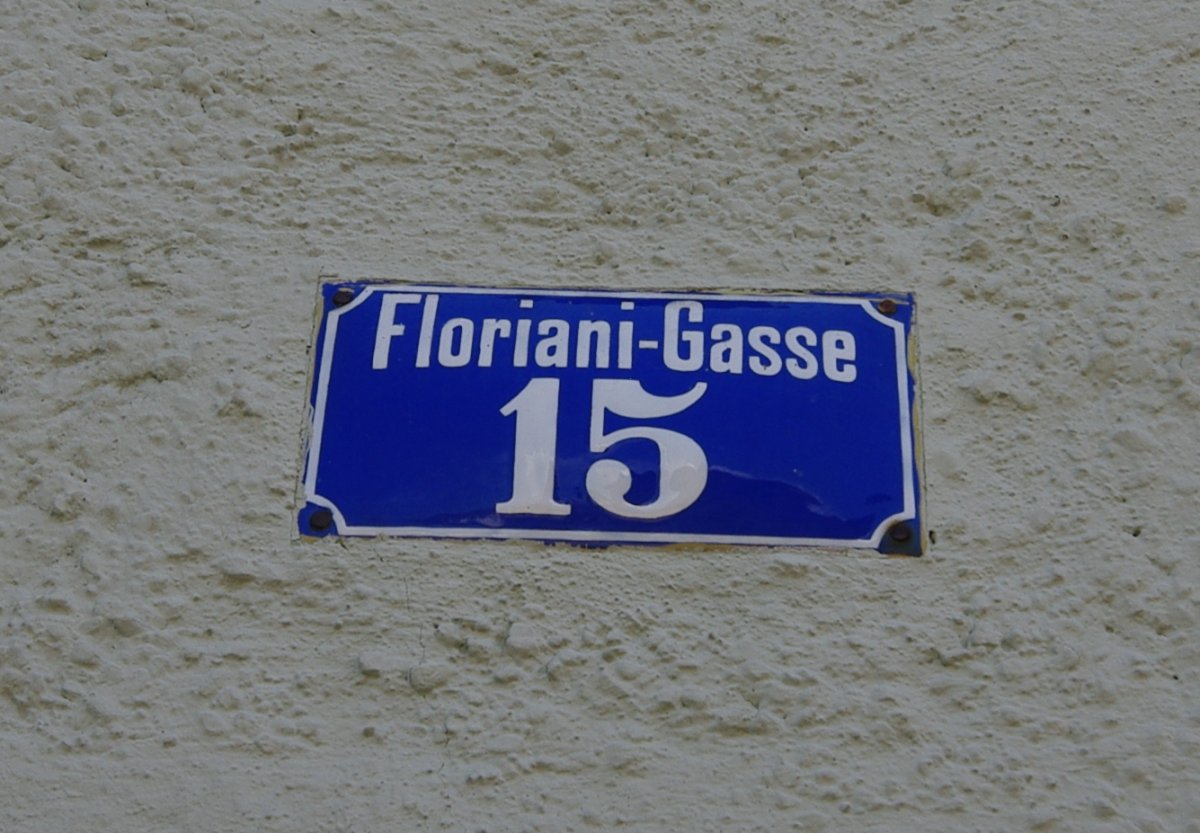
Alte Hausnummer Floriani-Gasse

Früher hieß der Florianiplatz Floriani-Gasse. Anhand einzelner Hausnummern ist davon auszugehen, dass dieser Name noch bis weit ins 20. Jahrhundert verwendet wurde.
Der zentrale Platz hat eine Fläche von etwa 1.300 m², der Florianiplatz mit Grundstücken und Häuserbestand umfasst eine Fläche von über 10.000 m².
Der Florianiplatz liegt in einem verkehrsberuhigtem Bereich, der zentrale Platz ist mit schweren Ketten versperrt und darf mit Kraftfahrzeugen nur im Ausnahmefall durch Anwohner und Lieferverkehr befahren werden.

### Osterbrunnen
Seit 2001 wird der Florianibrunnen jährlich an Ostern als Osterbrunnen gestaltet. Die Oberstadler Frauen organisieren die Bemalung mehrerer tausend Ostereier, die in Form einer Krone am Brunnen befestigt werden. Diese Aktion findet inzwischen internationale Aufmerksamkeit und zur Osterzeit statten ganze Reisegruppen dem Osterbrunnen einen Besuch ab.

### Florianiplatz als Filmkulisse
Der Florianiplatz wurde in jüngerer Vergangenheit mehrmals als Filmkulisse genutzt. So wurden dort Szenen für die Fernsehfilme Rufmord und Die Hochzeit meiner Schwester gedreht. Auch für die Fernsehserie Lena Lorenz, die überwiegend in der fiktiven Gemeinde Himmelsruh im südlichen Berchtesgadener Land spielt, diente der Florianiplatz mehrmals als Kulisse.

## Geschichte

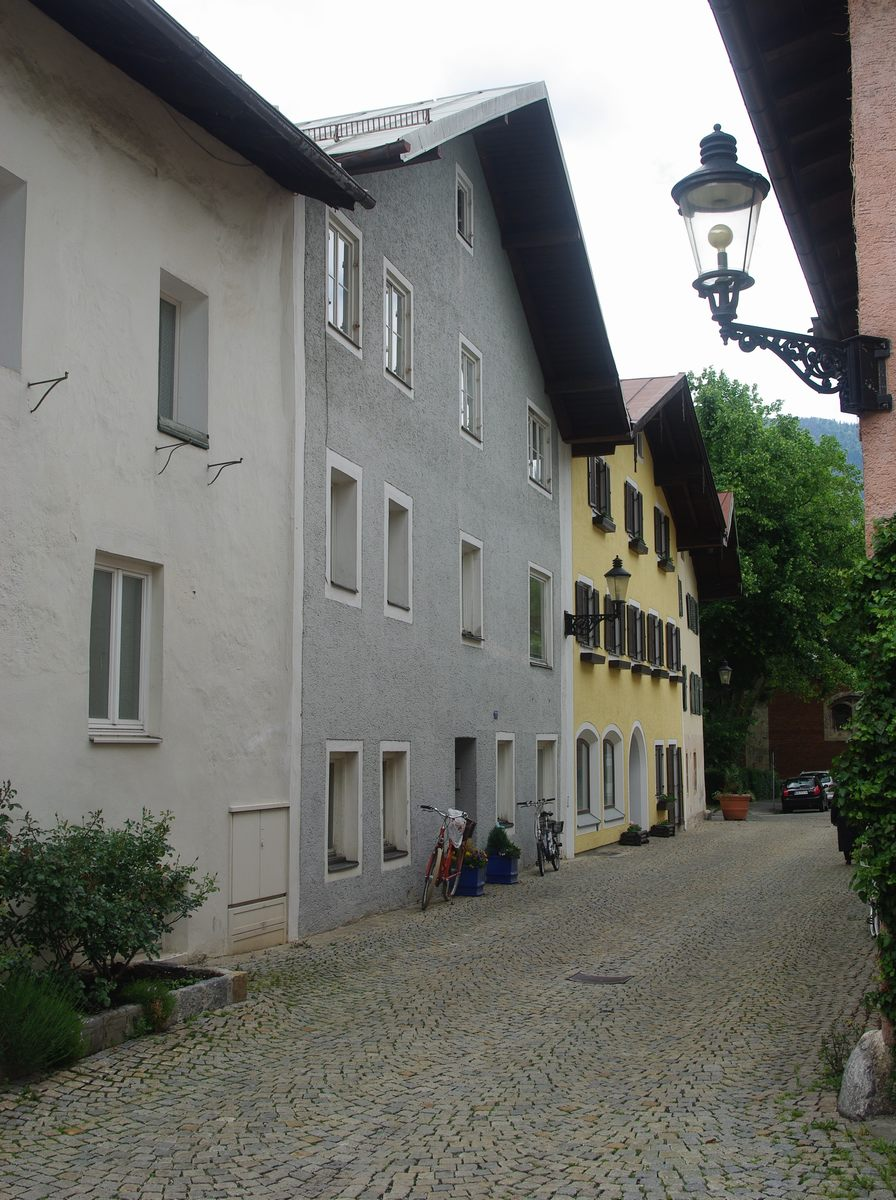
Florianiplatz 8, 6 und 4, Geburtshaus von Viktoria Savs

Der Bereich um den heutigen Florianiplatz und im weiteren Sinne die gesamte Obere Stadt ist das älteste Siedlungsgebiet im Stadtkern, das heute bekannt und erhalten ist. Inwieweit andere Bereiche bebaut waren, lässt sich durch unzählige Neubauten – insbesondere nach mehr als einem halben Dutzend schwerer Stadtbrände – nicht mehr feststellen. Da der Bereich um den Florianiplatz mehr als ein Mal von schwerer Zerstörung verschont geblieben ist, hat hier ein Gebäudebestand überdauert, der zum Teil bis ins Mittelalter zurückreicht und in Einzelfällen im Kern sogar noch römischen Ursprungs sein soll.
In der Nähe der Solequellen am Fuß des Gruttensteins – genau dort, wo sich heute die Alte Saline befindet – entstanden am Florianiplatz Häuser der Salinenarbeiter. Mit Uferbefestigungen im Bereich der Luitpoldbrücke lenkten die Römer die Saalach von den wertvollen Solequellen weg und verhinderten so die Überflutung des heutigen Stadtgebiets, das sich bei Hochwasser und zur Schneeschmelze regelmäßig in ein weitläufiges Sumpfgebiet verwandelte. Dies machte erst die Besiedelung der Oberen Stadt möglich. Um den Florianiplatz wohnten die meisten Küfer der Saline und es gab dort mehrere Härthäuser.

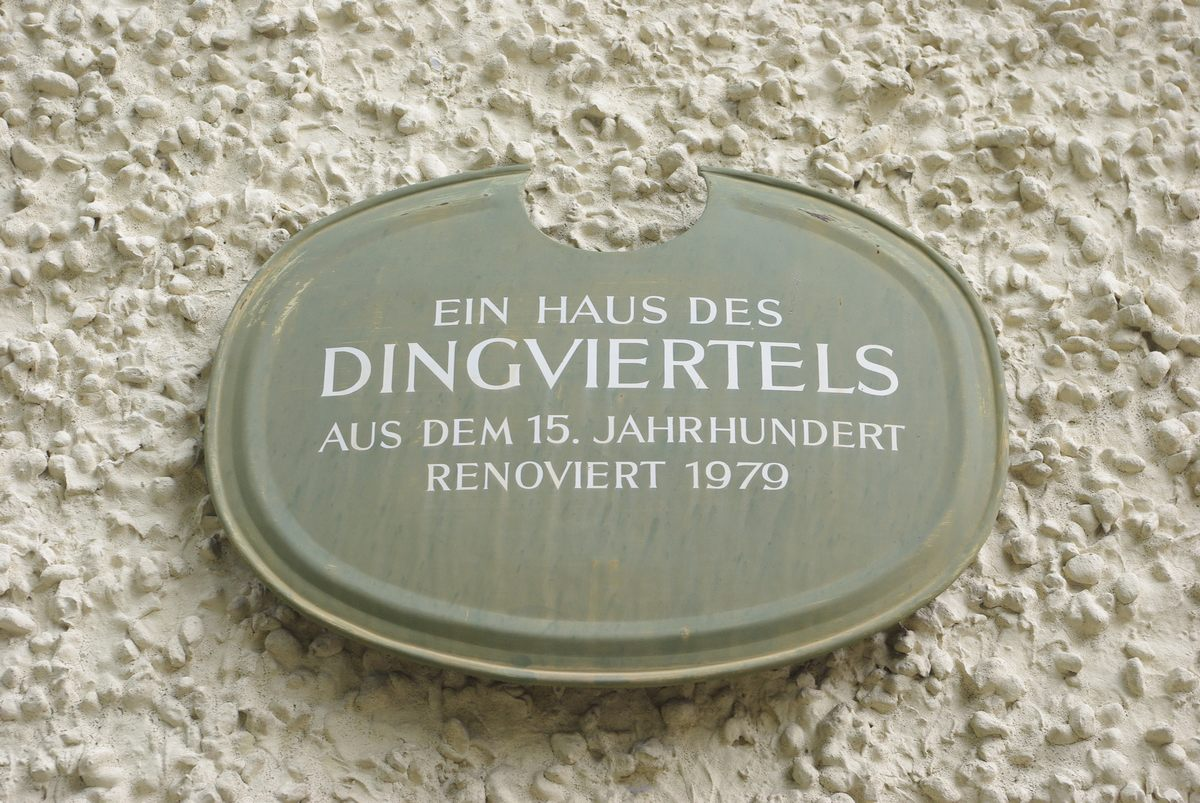
Informationstafel Dingviertel

Ab dem 8. Jahrhundert befand sich im Bereich des Florianiplatzes die Dingstätte, wo unter freiem Himmel die Gerichtsverhandlungen, das sogenannte Thaiding, abgehalten wurden. Das „echte Ding“ fand nur unter dem Vorsitz eines Grafen statt, das nach Bedarf einberufene „gebotene Ding“ wurde von Schöffen unter dem Vorsitz des Gemeindevorstehers geleitet. Der Gemeindevorsteher, der über die niedere Gerichtsbarkeit – alle nicht mit dem Tode abzustrafenden Vergehen – verfügte, hieß in Reichenhall Schultheiß. Der Florianiplatz verlor im Verlauf des Hochmittelalters als Dingstätte seine Bedeutung, der Name des Dingstatt-Viertels oder Dingviertels hielt sich jedoch bis ins 19. Jahrhundert.
Ab etwa 1220 lag die Obere Stadt innerhalb der neu gebauten Reichenhaller Stadtmauer und war so zusätzlich gegen Krieg und Zerstörung geschützt, in der näheren Umgebung befinden sich noch viele gut erhaltene Mauerteile sowie der Pulverturm und der Peter-und-Paul-Turm.
Die Familie Rutzenlacken (auch: Rutzenlachen) gehörte bis zur Mitte des 15. Jahrhunderts zu den einflussreichsten und wohlhabendsten Familien Reichenhalls ihrer Zeit. Teile des mittelalterlichen Wohnturms – einer von mehreren sog. Geschlechtertürmen – bilden heute die Wand des Sichlerhauses am Florianiplatz. Die Familie war nicht nur Salinenbetreiber in Reichenhall, ihr gehörte damals auch ein Kupferbergwerk in Kitzbühel.
Beim letzten großen Stadtbrand in der Nacht vom 8. auf den 9. November 1834 blieben überwiegend am Florianiplatz die Häuser von den Flammen verschont, da ein starker Wind aus Westen die Flammen anfachte und das Feuer vom Florianiplatz weg in nordöstlicher Richtung lenkte. Der Wind trug brennende Legschindeln bis in die Gemeinde St. Zeno und auch das 800 Schritt außerhalb der Stadtmauer gelegene Schloß Achselmannstein brannte ab. Nur 24 der 302 Häuser der Stadt blieben verschont.
Der heutige gusseiserne Florianibrunnen ersetzte 1895 den bisherigen aus Stein gemauerten Brunnen.
Am 27. Juni 1899 wurde Viktoria Savs, „Das Heldenmädchen von den drei Zinnen“, im heutigen Haus Nr. 6 am Florianiplatz geboren.
Beim Luftangriff auf Bad Reichenhall am 25. April 1945 wurde auch der Florianiplatz in Mitleidenschaft gezogen, die Schäden waren jedoch deutlich geringer als in der benachbarten Tiroler Straße oder im fast gänzlich zerstörten Kammerbotenviertel. Lediglich die Häuser 1, 2, 3, 7, 9, 15, 16, 18 und 21 erlitten leichte Schäden.

## Baudenkmäler
| Adresse                         | Name                                                | Beschreibung                                                                                     | erbaut                                                            | Lage | Bild |
| ------------------------------- | --------------------------------------------------- | ------------------------------------------------------------------------------------------------ | ----------------------------------------------------------------- | ---- | ---- |
| Florianiplatz                   | Florianibrunnen                                     | Brunnen, Gusseisenschale mit Figur des heiligen Florian                                          | 1895                                                              | ▼    |      |
| Florianiplatz 2                 | Wohnhaus                                            | Dreigeschossiger Eckbau mit Flachsatteldach, mehrfach gebrochene Fluchten                        | wohl 16./17. Jahrhundert                                          | ▼    |      |
| Florianiplatz 3 Florianiplatz 5 | Sichlerhaus                                         | Wohnhaus, mit Flachsatteldach, in Firstlinie geteilt, Nr. 3 mit außerordentlicher Mauerstärke,   | 1672, im Kern mittelalterlich                                     | ▼    |      |
| Florianiplatz 8                 | Wohnhaus                                            | Traufseitig, mit Flachsatteldach                                                                 | im Kern wohl spätmittelalterlich Fassade um Mitte 19. Jahrhundert | ▼    |      |
| Florianiplatz 10                | Wohnhaus                                            | Dreigeschossig, mit Flachsatteldach                                                              | 17./18. Jahrhundert Fassade um 1860/1880                          | ▼    |      |
| Florianiplatz 15                | Wohnhaus                                            | mit Flachsatteldach                                                                              | Anfang 19. Jahrhundert                                            | ▼    |      |
| Florianiplatz 16                | Wohn- und Geschäftshaus ehemaliges Doppelhaus       | Dreigeschossig, mit Flachsatteldach, Fassade mit kunstvoller Eingangstür und Ladenprospekt       | 17./18. Jahrhundert Fassade um 1860/1880                          | ▼    |      |
| Florianiplatz 18                | Wohn- und Geschäftshaus ehemaliges Dreifamilienhaus | Mit Flachsatteldach, Fassadenbemalung von Lothar Korvin von 1935, biedermeierliche Eingangstüren | 17./18. Jahrhundert erneuert um Mitte 19. Jahrhundert             | ▼    |      |
| Florianiplatz 19                | Stuck-Tondo                                         | Marienkrönung im Giebel                                                                          | wohl 18. Jahrhundert                                              | ▼    |      |

## Bodendenkmäler
Der Florianiplatz liegt im Bereich eines großflächigen Bodendenkmals, das in die Denkmalliste von Bad Reichenhall eingetragen ist. In diesem Bereich, der sich über die gesamte historische Altstadt und die Saline erstreckt, befinden sich untertägige mittelalterliche und frühneuzeitliche Siedlungsteile.